# 보병전투차

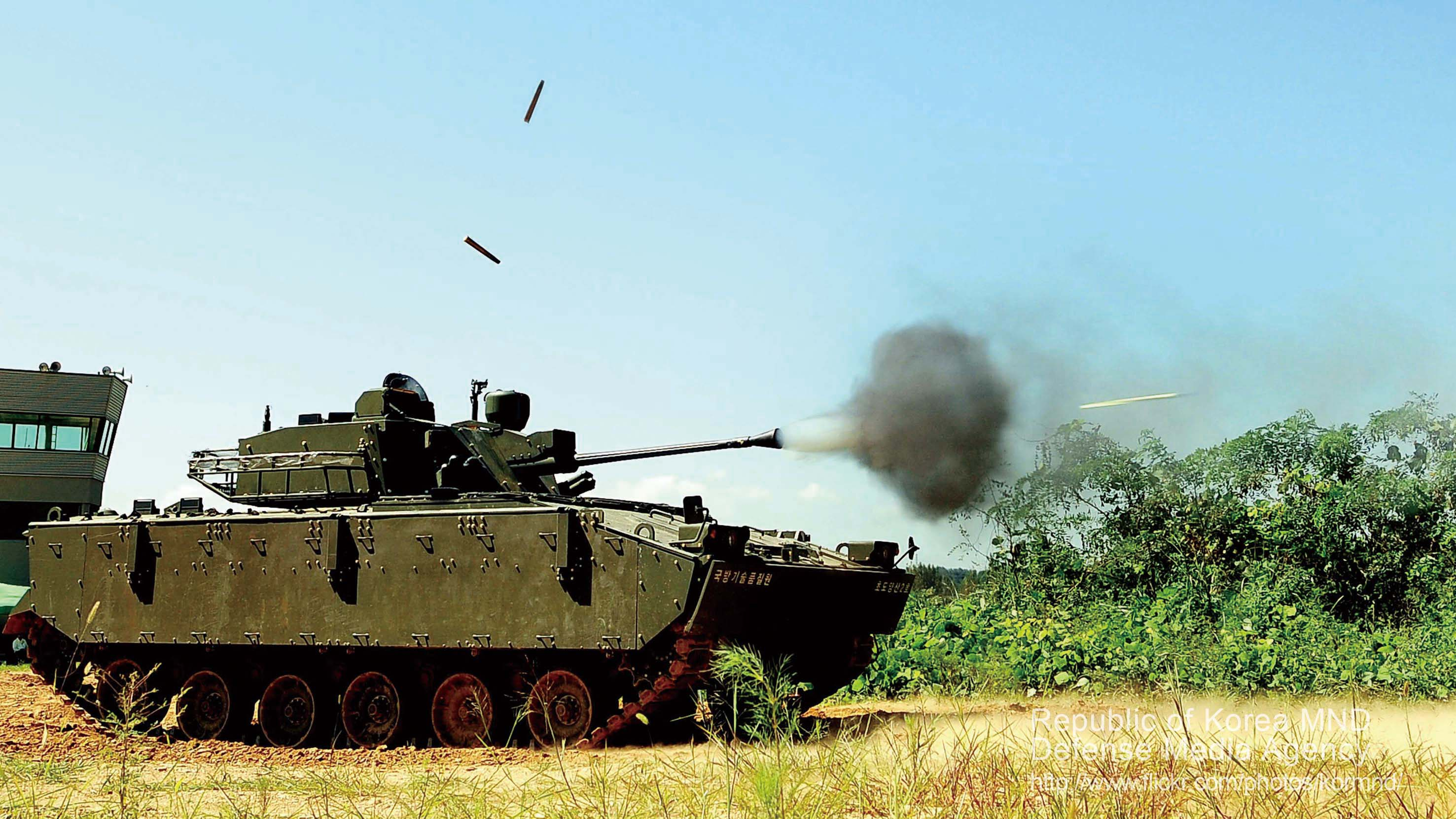
K-21 보병 전투차

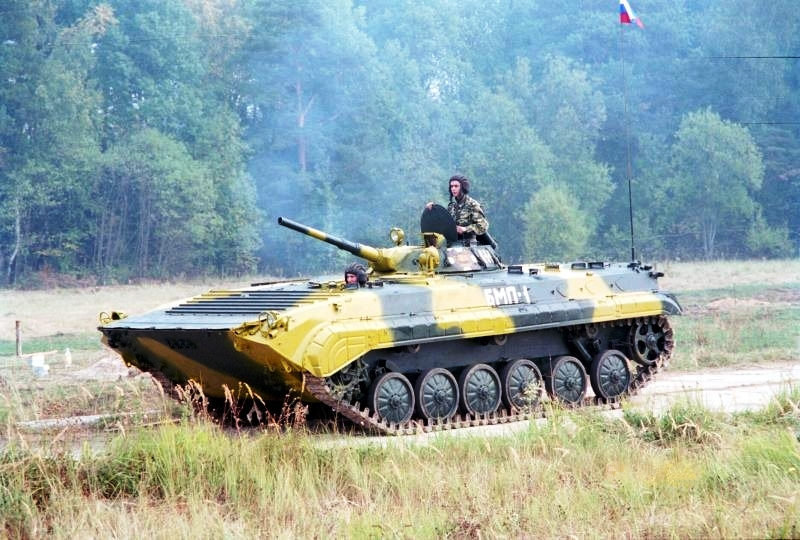
BMP-1

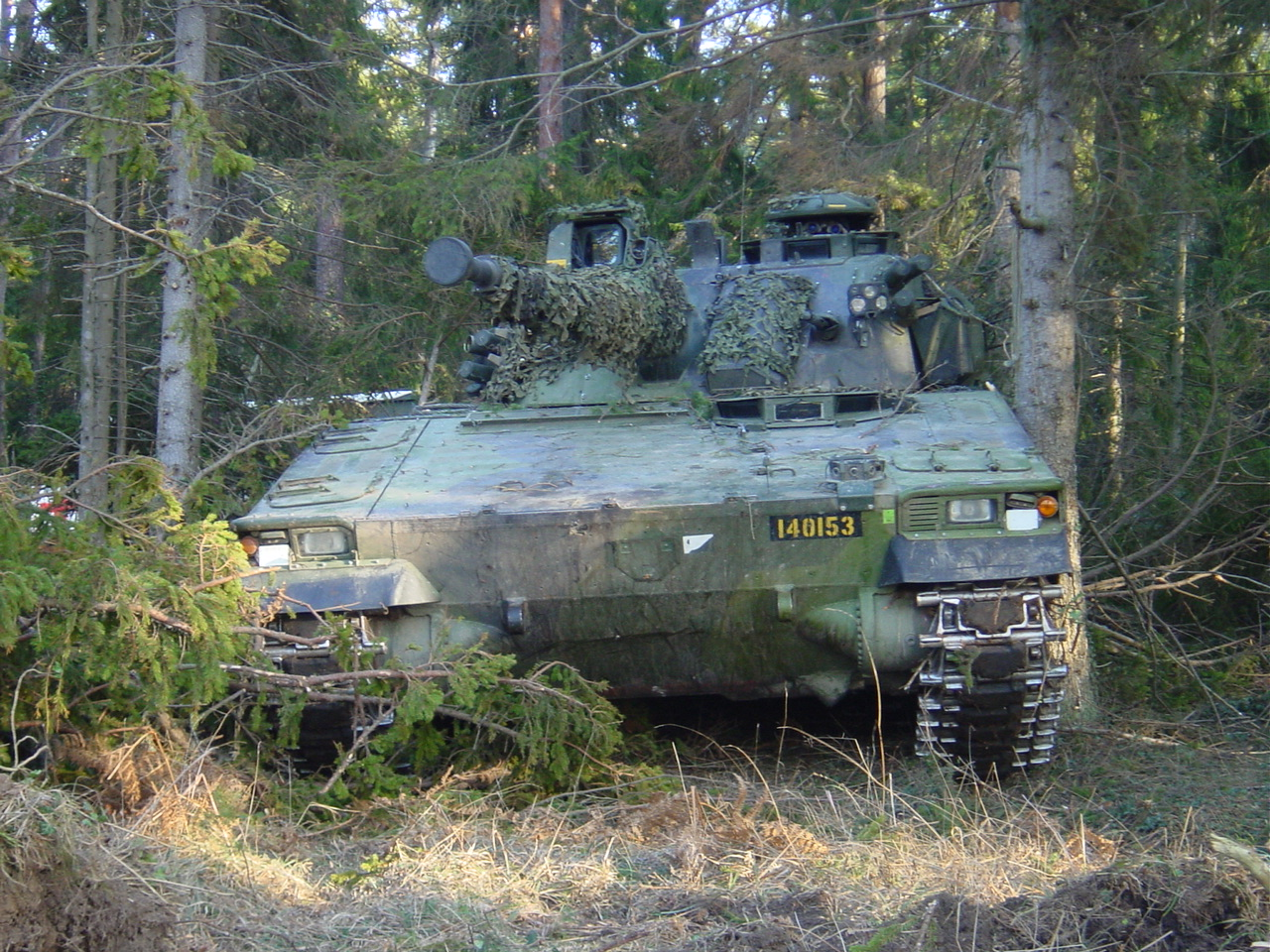
스웨덴군이 운용 중인 CV-90 보병전투차

보병전투차(步兵戰鬪車 영어: Infantry Fighting Vehicle, IFV 러시아어: Боевая Машина Пехоты, БМП)는 보병을 지원할 수 있는 화력을 갖춘 장갑차다. 장갑차는 전장에서 보병에게 기동력과 방호력을 제공하며, 전차만으로는 탈취한 목표의 계속적인 확보가 곤란함에 따라 전차와 협동작전을 수행할 수 있는 보병의 능력이 요구됨에 따라 보병수송용 장갑차(APC : Armored Personal Carrier)로 개발되었고 보병은 하차한 상태에서만 전투가 가능하였다. 하지만 제 2차 세계대전 중 독일은 유럽 동부 전선에서 얻은 경험을 토대로 보병이 강력한 적을 제압할 수 있으려면 보병이 장갑차에 탑승한 상태로 전투가 가능해야한다는 결론을 도출하였고 "탑승전투"라는 새로운 전투 개념을 만들었다. 이에 따라 세계 각국에서는 차체 내에 총안구와 관측구를 설치, 개인화기를 사용할 수 있게 설계하여 탑승전투가 가능하도록 하였다. 그 결과 보병이 적 장갑차 파괴, 하차보병에 대한 화력 지원 및 운용개념에 의한 도하작전시 교두보 확보능력이 부여된 보병 전투장갑차이 개발되었다. 일반 보병수송용 장갑차보다 화력이 높아 여러 나라들로부터 많은 수요가 있었으나 보병수송용 장갑차의 역할을 완전히 대체하지는 못했다. 그에 따라 일부 국가들에서는 보병전투차와 보병수송용 장갑차가 함께 사용되고 있다.

## 역사

### 냉전 초기
IFV의 개념은 APC의 개념에서 직접 발전했다. 1947~1991년 동안의 냉전 기간동안 군은 장갑차에서 하차한 보병에게 더욱 강력한 화력을 제공하기 위해 더욱 더 높은 화력의 무기 시스템을 APC에 장착하기 시작했다. 또한 전 세계적으로 보병의 기계화가 진행됨에 따라 일부 국가들의 군대들은 APC에 탑승한 보병들이 장갑차 내부에서만 총안구를 활용하여 전투를 수행하고, 최후의 수단으로서 장갑차에서 하차하여 개인화기를 이용해 전투에 임해야 한다고 믿기 시작했다. 이러한 두 가지 경향은 보병 수송용 공간에 총안구와 승무원이 조작하는 화기 시스템을 가진 IFV로 이어졌다. 즉, IFV는 보병 수송용 장갑차량과 전투 목적의 장갑 차량 사이의 새로운 개념인 것이다.
1950년대  동안 소련, 미국, 그리고 대부분의 서방권 국가들의 군대들은 무한궤도가 장착된 APC를 채택하였다. 하지만 제 2차세계대전 직후 새롭게 창설된 독일의 군대인 연방 방위군은 이와 다르게 다른 장갑차와 교전할 수 있도록 포탑을 장착한 장갑차인 Schützenpanzer Lang HS.30를 도입했다. Schützenpanzer Lang HS.30는 20mm구경의 기관포를 장착하였으며 이로 인해 해당 장갑차는 최초의 IFV가 되었다.
독일 연방방위군의 교리는 장갑차 탑승 보병들이 전투 지역의 가장자리에서 하차하여 전투 지역으로 기동하는 것 대신 전차와 함께 전투하고 기동하는 것을 요구했다. SPz 12-3는 3명의 장갑차 승무원과 5명의 무장 병력을 수송할 수 있었지만 인원수에 비해 총안구의 개수가 부족했으며 이 인원들은 사격하기 위해 해치를 열고 자신의 몸을 노출할 수 밖에 없었다.
독일 연방방위군이 SPz 12-3을 도입하면서, 프랑스와 오스트리아군 또한 새로운 APC인 AMX-VCI와 Saurer 4K를 도입하였고 그에 따라 장갑차에 탑승한 보병이 장갑차 내부에서 외부를 관측하고 외부에 장착된 무기 시스템을 사용하여 공격할 수 있게 되었다. 이후 오스트리아군은 20mm 구경의 강력한 기관포를 탑재한 IFV 4K를 도입하였고, 이는 총안구와 포탑식 무기 시스템을 모두 갖춘 최초의 보병전투차가 되었다.
1960년대 초부터 중반까지 스웨덴 육군은 20mm 자동포탑과 상부 총안구로 무장한 IFV인 Pansarbandvagn 301과 Pansarbandvagn 302를 채택했다. 이후 1960년대 후반, 네덜란드, 미국, 벨기에 군은 다양한 종류의 M113 장갑차를 실험하였으며 이러한 장갑차들은 AIFV(Armored Infantry Fighting Vehicle)로 명명되었다.
1969년에 미군에서는 M113을 기반으로 한 최초의 IFV가 등장했는데, 이 장갑차는 XM765로 알려져있고 각진 선체와 10개의 잠망경, 그리고 둥근 천장 형태의 포탑에 장착된 20mm 기관포를 탑재하고 있다. 그리고 XM765는 네덜란드 군의 YPR-765의 기본 설계의 밑받침이 되었다.

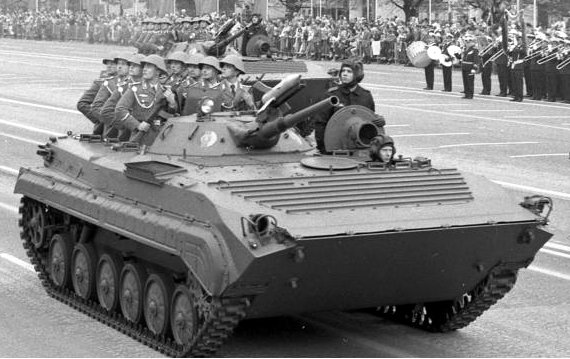
동독 BMP-1이 8명의 보병을 탑승시킨 상태로 기동하고 있다.(1988)

소련군은 1957년에 최초의 차륜구동 APC인 BTR-50를 실전배치했다. 최초의 차륜형 장갑차인 BTR-152는 1940년대 말에 설계되었다. 이러한 경장갑차들의 초기 버전은 상부가 뚫린 구조였으며 다른 무장이 따로 없이 중기관총만 탑재하고 있었다.  이후 시대가 변하면서 소련군은 원자폭탄과 같은 대량살상 무기가 전쟁에서 사용될 가능성에 더욱 집중하게 되었고 그로 인해 보병들을 원자 폭탄의 방사능 낙진이나 화학물질에 노출시키지 않고 전장으로 수송할 필요성을 느끼게 되었다.
IFV의 개념은 소련의 보병 부대가 오염된 환경에서 작전을 수행하는 경우에 오염물질에 노출되지 않고 차량 내부에서 전투하는 것을 가능하게 해주었기 때문에 호의적으로 받아들여졌다. 소련은 1950년대 후반부터 신형 IFV를 개발하기 시작하였고 최초의 시제품은 19961년에 등장한 Obyekt 765이다. 이후 다양한 종류의 차륜형 장갑차들을 실험하고 평가한 후, 소련군은 Obyekt 765를 최종 채택하기로 결정했으며 1966년에 BMP-1이라는 제식명으로 생산에 들어갔다.
BMP-1는 전작에 비해 수륙양용 기능과 기동성이 뛰어났을 뿐만 아니라 73mm 활강포, 동축 PKT 기관총, 9M14 Malyutka 대전차 미사일 발사대를 장착했다. 선체의 전면은 0.50 구경의 포탄을 방호할 수 있으며 8개의 잠망경을 통해 장갑차에 탑승한 보병 분대는 개인화기나 기관총으로 목표물을 포착하고 교전할 수 있다. BMP-1는 경전차의 특징과 전통적인 APC의 특징을 결합하여 중무장과 장갑을 갖추고 있다. 경장갑을 지닌 차량들과 저공비행하는 항공기와 교전하는데 용이하도록 비교적 대구경의 주포를 사용한 IFV는 서구권에서 출발한 개념이다. 소련은 1966년부터 1983년까지 약 20,000대의 BMP-1을 생산하였으며, 당시에 BMP-1는 세계에서 가장 보편적인 IFV로 여겨졌다. 소련군에서 BMP-2는 1980년대부터 실전배치되었고, BMP-3는 1987년부터 실전배치되었다. BMD-1이라고 알려진 비슷한 차량은 소련의 공수부대와 함께 적진에 투하되어 작전을 수행하기 위해 설계되었으며 수년동안 세계 유일의 공수 IFV였다.
1971년 독일 연방방위군은 BMP 장갑차와 같이 유도탄 발사기를 기본적으로 장착한 Marder를 도입했다. 이후 1973년부터 1975년까지 프랑스와 유고슬라비아 군은 각각 AMX-10P와 BVP M-80을 개발했다. Marder, AMX-10P, M-80은 모두 비슷한 20mm기관포를 탑재했으며 다양한 대전차 유도탄으로 무장할 수 있다.

### 냉전 후기~구소련 시대

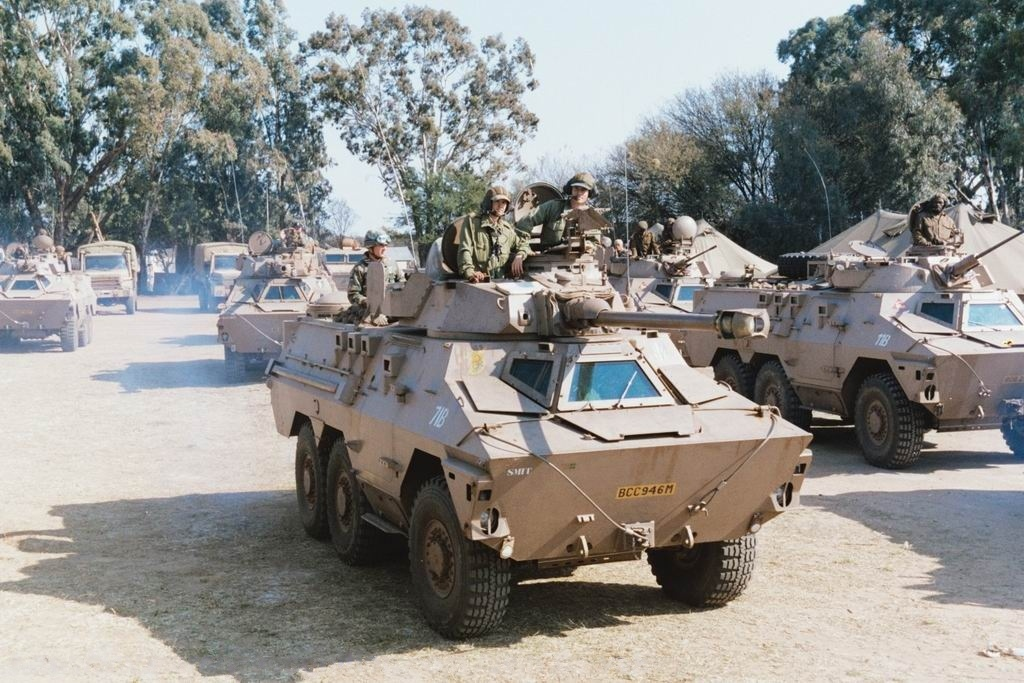
남아프리카 군이 운용중인 Ratel 90 장갑차

차륜형 IFV는 1976년 남아프리카 공화국 육군의 요구조건인 최대의 화력과 전략적인 기동성을 결합한 빠른 공격에 적합한 차륜형 전투 차량인 Ratel이 도입될 때까지 등장하지 않았다.유럽의 IFV와는 다르게 Ratel은 탑승 보병들이 장갑차에 탑승한 상태로 전차와 함께 작전이 가능하도록 설계되지 않은 대신, 먼 거리에서 독립적으로 작전을 수행할 수 있도록 설계되었다. 또한 남아프리카 공화국 군의 관리 책임자들은 매우 간단하고 단순한 디자인을 채택했다. 이러한 간단한 디자인은 미개발 상태의 지역에서 더 무거운 전투차량을 운용하는데 있어 필수적인 보급품 조달의 책임을 줄여주었기 때문이다.
과도한 무한궤도의 사용은 거칠고 모래가 많은 아프리카의 특성 때문에 문제가 되었고 그 결과, Ratel의 바퀴 사용은 더욱 매력적으로 다가왔다. Ratel은 일반적으로 20mm 기관포를 주무장으로 탑재하고 있었는데 이 무장은 그 당시 거의 사용되지 않았던 쌍열 기관포였으며 사수로 하여금 기관포의 탄약을 철갑탄이나 고폭탄으로 빠르게 전환할 수 있게 하는 특징을 가지고 있었다. 다른 종류의 Ratel 장갑차는 박격포, 대전차 유도탄, 혹은 90mm포를 장착했다. Ratel은 최초의 차륜형 IFV란 것 말고도 주목할만한 특징을 하나 더 갖고 있었는데 그것은 바로 Ratel이 세계 최초로 지뢰로부터 승무원들을 보호할 수 있는 장갑차였단 점이다. Ratel은 남아프리카 지역의 반군들이 자주 사용하던 대전차 지뢰의 폭발력까지 견딜 수 있도록 설계되었다.
차륜형 IFV는 궤도형 장갑차에 비해 수송 가능 중량과 비포장된 지역에서의 기동성이 부족했으며 적의 공격에 더 취약했기 때문에 Ratel은 BMP-1처럼 IFV발전의 분수령이 되었다. 이후 1970년대에 들어서 파워트레인, 서스펜션 기술 및 타이어의 개선으로 잠재적인 전략적 기동성이 증가하게 되었으며 궤도형 장갑차에 비해 생산, 운용 및 유지보수에 있어 비용이 비교적 적게 들었으므로 차륜형 IFV는 여러 나라들에게 매력적으로 다가왔다.

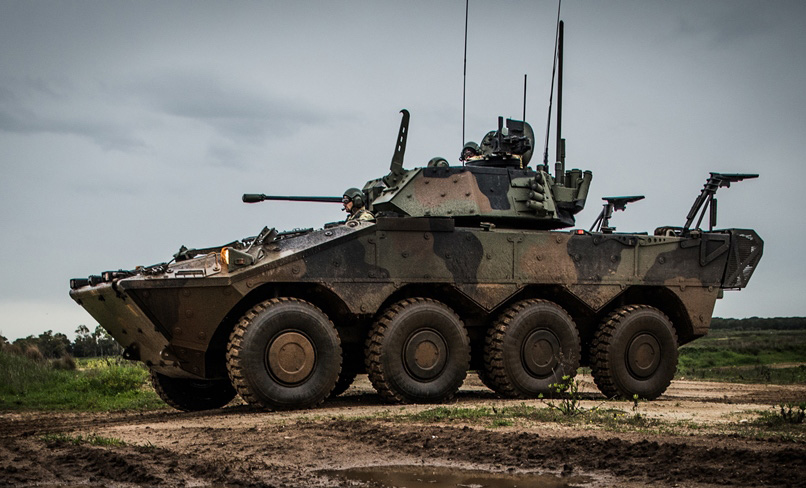
Oerlikon KBA 25mm 기관포를 장착한 이탈리아 군의 Freccia IFV

1960년대 후반부터 1970년대 초반까지, 미 육군은 점차적으로 당시 미 육군의 APC로서 운용되고 있던 M113을 IFV로 개조하는 계획에서 BMP에 대적할 수 있는 새로운 IFV를 개발하는 계획으로 눈을 돌리고 있었다. M113의 구조는 믿을 만하다고 알려져있었지만 방호성과 은밀성을 위한 필수 장비들을 장착하기에는 적합하지 않았다. 또한 미국은 M113이 IFV로서 전차와 속도를 맞춰 작전을 수행하기에는 너무 무겁고 느리다고 평가했다.
MICV-65 프로그램은 많은 독특한 시제품들을 제작했지만, 속도, 장갑, 무게에 대한 우려 때문에 어느 시제품도 정식 도입되지 못했다. 미국 육군은 AMX-10P와 Marder 장갑차를 검토해보기 위해 관련 담당자를 유럽에 파견했지만 두 장갑차 모두 높은 가격, 충분하지 않은 장갑, 수륙양용 능력의 부족 등으로 모두 거부되었다.
1973년 FMC 주식회사는 21톤의 궤도형 차체를 가지고 있으며 3명의 승무원이 탑승하고 추가적으로 8명을 더 태울 수 있는 XM723이라는 장갑차를 개발하고 시험했다. XM723은 초기에는 20mm 기관포가 장착된 1인용 포탑을 갖고 있었지만 1976년에 M242나 Oerlikon KBA같은 25mm 기관포, 동축기관총, Tow 대전차 유도탄 발사기 등이 장착될 수 있는 2인용 포탑이 소개되었다.

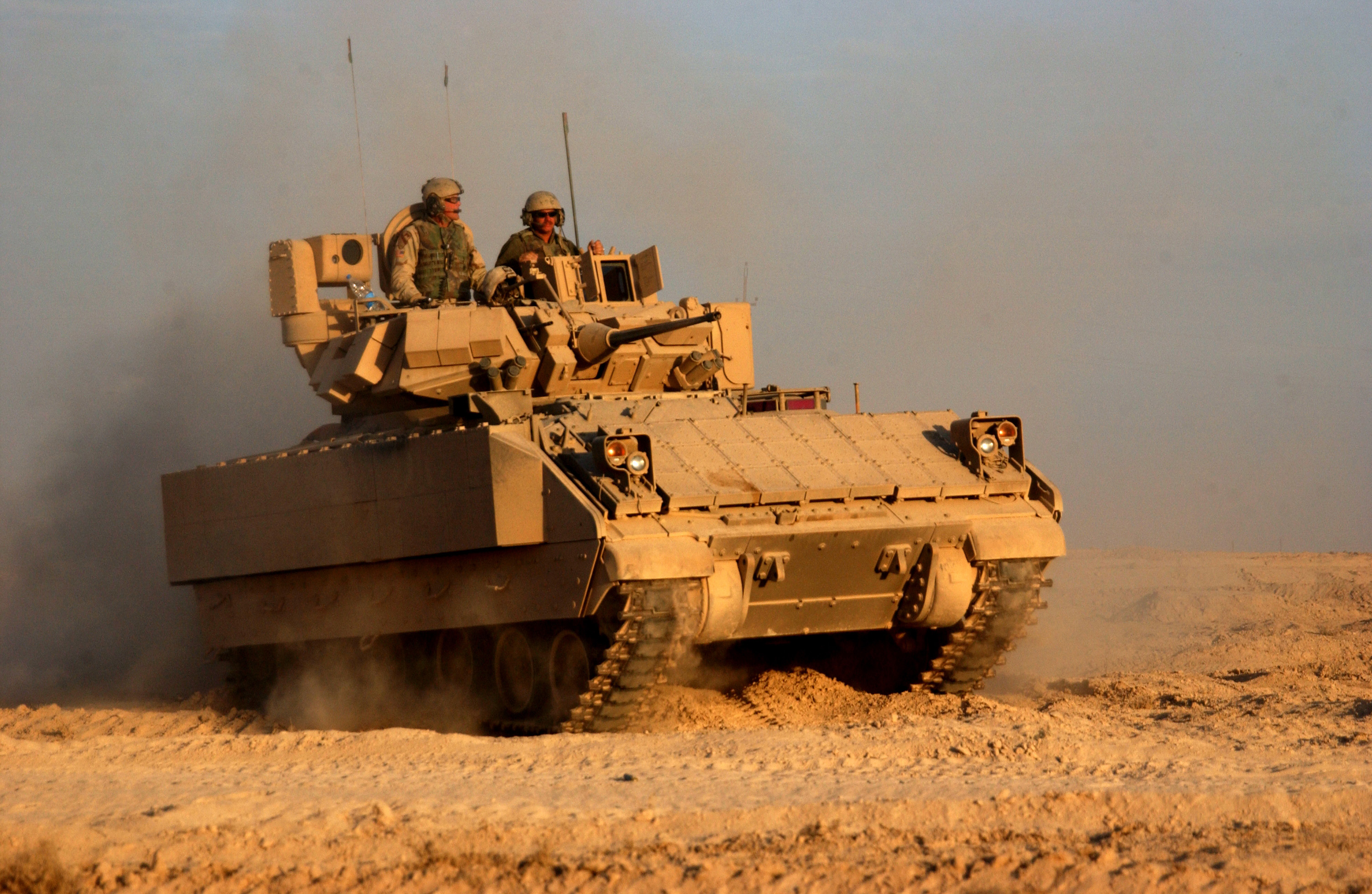
팔루자 전투 중 작전 중인 미군의 M2 Bradley 장갑차(2004)

XM723은 수륙양용 기능, 9개의 총안구와 선체와 간격을 둔 라미네이트 공간장갑을 장착하고있다. 이 장갑차는 1980년에 미 육군에 Bradley전투 차량으로 도입되었다. 이후 개발된 후속 모델들은 개선된 유도탄 시스템, 기체 입자 정화 시스템, 케블라 방탄판 및 증가된 수송공간을 갖추도록 개조되었다. 하지만 이러한 추가적인 장비들의 탑재와 공간 개조로 탑승 가능한 승객 수는 6명으로 줄었다.
1982년까지 전 세계적으로 30,000대의 IFV가 군대에 양도되어 운용되기 시작했고, IFV의개념은 30여개 국가의 군대 교리에 등장했다. 많은 국가들이 이전에 경보병 중심으로 작동되던 군대를 기계화시키고자 하는 경향을 보여줬고 그로 인해 IFV의 인기는 상승했다. 그러나, 예상과 다르게 IFV는 APC를 쓸모 없게 만들지 않았다. 미국, 러시아, 프랑스, 독일의 군대들은 모두 IFV와 APC 모두를 대규모로 운용 중에 있으며 IFV보다 APC가 다목적 또는 보조 역할에 더 적합하다는 것을 알아냈다.
영국 육군은 1970년대 후반까지 APC에서 IFV로 변하는 장갑차의 발전의 동향을 인지하지 못하여 전용 IFV의 설계를 채택하지 않은 몇 안 되는 서방 군대 중 하나였다. 이후 1980년대에 들어서 영국 육군은 FV510 Warrior를 도입하였다. 영국 육군의 전투 교리는 장갑차의 보호 하 보병들을 작전지까지 안전하게 수송한 이후 보병들이 장갑차에서 하차한 이후 그들에게 화력 지원을 제공해주는 것이다. FV510 Warrior는 일반적으로 IFV로 분류되기는 하지만, 영국에서는 APC로서의 임무를 수행하며 보병들은 전투 중에는 장갑차에 탑승하지 않는다.

## 교리
IFV의 역할은 기계화 보병 교리와 밀접한 관련이 있다. 일부 IFV는 근접 보병에 대한 화령 지원을 제공하기 위해 대구경의 포나 대전차 유도탄으로 무장하고 있지만 그 무장들은 장갑차에 탑승하거나 하차한 상태의 기계화된 보병을 공격하기만을 위한 것은 아니다. 오히려 IFV의 역할은 제병 연합 작전시에 보병들에게 작전지에서 전술 및 작전 기동성을 부여하는 것이다.
대부분의 IFV는 장갑화된 대대, 연대, 혹은 사단의 일부분으로서 전차를 보완한다. 그리고 나머지는 전차로부터 엄호를 받으며 전통적인 보병 작전을 진행한다. 몇몇의 서방 국가에서의 이른 IFV의 발전은 주로 전차와 기갑사단이 지원 보병을 통합하고자 하는 기갑장교에 의해 진행되었다. 예를 들어, 독일 연방방위군이 SPZ 12-3을 도입하기로 결정한 것은 기갑부대가 수행해야 할 작전을 보병에게 수행하라는 부적절한 명령을 받아본 경험이 있기 때문이었다.
따라서, 독일 연방방위군은 이상적으로 보병은 전차의 지원을 받으며 그들의 장갑 차량에 탑승한 상태에서만 전투를 수행하야 한다는 결론을 내렸다. 이 교리의 동향은 이후에 미국을 포함하는 다른 서방권 군대들에게 받아들여졌으며 IFV는 주로 전차의 높은 기동력을 보병이 따라갈 수 있도록 지원해야한다는 결론이 널리 퍼지게 되었다.
소련군은 더 유연하게 IFV를 활용하는 전술 교리를 사용하였고 그 결과 기계화 보병이 적의 방어선을 약화시킬 수 있는 지형을 점령하거나 우회 기동을 실시하고, 적 기갑차량이 무분별한 대응사격을 하도록 유인할 수 있었다. 이러한 교범에서 IFV의 주된 역할은 전차를 보조하는 것이였지만, 이러한 유형의 전투에서 IFV를 사용한다는 것은 IFV로 하여금 중무장을 요구하였고, 이러한 요구는 BMP-1과 이것의 후속작들에 반영되었다. 추가적으로, 소련 공수부대의 교리는 전통적인 기계화부대 또는 장갑차 부대가 아닌 공수부대와 연계하여 장갑차를 운용하기 위해 BMD 시리즈의 IFV를 운용했다.
IFV는 욤키푸르 전쟁 이후 새로운 의미를 띄게 되었다. BMP-1의 첫 실전 투입 이외에도, 이 전쟁은 대전차 유도탄의 중요성과 독립된 기갑부대의 진부함을 보여주었다. 그 결과 세계 각국의 군대들은 독립된 부대의 공격작전 보다도 제병 합동 작전에 더 중점을 두게 되었고, 전차를 지원하기 위한 기계화 보병의 중요성이 다시 대두되기 시작하였다.
욤키푸르 전쟁의 결과로, 소련군은 더 많은 기계화 보병을 기갑 부대에 배치하였고, 미국은 오랬동안 지연되어왔던 IFV 개발에 박차를 가했다. 제 4차 중동전쟁 당시에 이스라엘 군은 전차로만 구성된 기갑부대를 동원해 이집트 군을 공격하였다. 하지만 이집트 군의 대전차 유도탄으로 인해 이스라엘 방위군은 엄청난 피해를 입고 퇴각하게 되었는데 대전차 무기를 억제할 목적으로 전차와 동행하는 보병들을 탑승시키는 IFV는 제 4차 중동전쟁에서의 경우와 같은 일을 다시 일어나지 않게 하기 위해 필요한 것으로 여겨졌다.

## 디자인
미국 육군은 중구경 포 또는 자동 유탄 발사기로 무장했으며 소화기 사격으로부터 승무원들을 보호할 수 있을 정도의 장갑을 갖추고 있고 야지 기동성을 지닌 모든 장갑 차량을 IFV로 분류한다. 뿐만 아니라 모든 IFV가 APC와 경전차의 일부 특징을 지니고 있다고 정의한다.
유엔 재래식무기 등록제도(UNRCA : United Nations Register of Conventional Arms)는 IFV를 단순히 "탑승한 보병들과 전투하기 위해 설계된", 그리고 "전차와 동행하기 위해"로 정의한다. UNROCA는 IFV와 APC를 명확하게 구분하는데, 이는 일반적인 수송보다는 전투가 주요 임무이기 때문이다.

### 방호
모든 IFV는 소총과 기관총 사격으로부터 소총과 기관총 사격으로부터 보호되는 장갑을 지니고 있으며 일부는 능동 방어 시스템을 장착하고 있다. 대부분의 IFV는 기동성을 보장하기 위해 전차에 비해 더 얇은 장갑을 가지고 있다. 육군은 일반적으로 IFV의 장갑의 방호 능력을 줄임으로서 기동성, 무게와 속도를 증가시키는 위험을 감수한다. 또한 IFV의 완전히 밀폐된 차체는 공터에서 기동할 때 포탄의 파편, 방사능이나 화학무기 같이 외부의 오염 물질로부터 승무원들과 탑승 보병들을 보호한다.
많은 IFV들은 장갑의 두께를 늘리지 않고도 더욱 강한 방호 능력을 얻기 위해 각진 차체를 가지고 있다. BMP, Boragh, BVP M-80과 각각의 장갑차의 변형된 장갑차 모델들은 모두 전진하는 동안 전방에서의 공격으로부터 보호받을 수 있도록 더욱 두꺼운 장갑과 더욱 각진 차체를 갖고 있다. BMP-1은 근거리에서 측면이나 후방에서의 중기관총 사격에 취약했고 그에 따라 1979년부터 다양한 중장갑 마크가 등장하는 계기가 되었다.
M2 Bradley 장갑차는 강철에 비해 상대적으로 가벼운 알루미늄 합금 차체를 가지고 있었는데, 이러한 M2 Bradley의 특징은 기본 장갑만으로는 부족한 방호 능력을 추가적인 장갑 마크를 통해 얻었다는 것이다. 그리고 여기에는 반응 장갑, 공간 장갑, 강철 궤도 스커트가 있다. 이러한 추가적인 방어 장갑으로 인해 IFV는 기존보다 약 30%의 무게가 증가할 것으로 예상된다.
정규군과 비정규군과의 비대칭적인 충돌이 일반화됨에 따라 지뢰 및 IED에 대한 우려가 커졌다. 이라크 전쟁 당시, 미군의 M2 Bradley 장갑차의 부적절한 지뢰 방호는 승무원들로 하여금 무래주머니로 차체 내부의 바닥을 채우는 것과 같은 임시방편에 의지하도록 만들었다. 하지만 Ratel과 같은 몇몇 장갑차는 지뢰 폭팔을 견딜 수 있도록 특별하게 설계되었다.

### 무장
IFV는 다양한 구경의 기관포, 전차포, 대전차 유도탄, 자동 유탄 발사기 등을 포탑에 장착할 수 있다.
BMP-1이나 BMP-3과 같은 몇 가지 예외를 제외하고, Marder와 BMP-2와 같은 장갑차의 설계는 IFV를 적 보병이나 장갑 차량 뿐만 아니라 저공에서 저속으로 비행하는 회전익 항공기나 고정익 항공기에 대응하기에 적합한 기관포로 무장시키는 추세를 만들었다. 즉, 소구경 또는 중구경의 기관포는 대구경의 전차포를 보조하기 위한 이상적인 무기 체계로 인식되어 IFV를 기갑부대를 보조하는 역할로 간주하는 경향이 증가하는 것을 반영한 것이다. 뿐만 아니라 소구경 기관포로 무장한 IFV는 동행하는 전차들보다 IFV의 역할을 더 잘 수행하지 못 할 것으로 예측되기 때문에 소구경 기관포로 무장한 IFV는 선호되지 않는다.
비교적 큰 구경의 무장을 탑재한 최초의 IFV인 BMP-1은 욤키푸르 전쟁 당시 발사하는 포탄의 낮은 속도 때문에 썩 좋지 않은 정확도로 비판을 받았다. 뿐만 아니라 소련-아프가니스탄 전쟁에서 BMP-1 승무원들은 산악지형에서 반군들과 전투할 때 그들의 장비가 높은 고도를 버티지 못 한다고 불평했다. BMP-1과 BMD-1의 2A28 Grom과 같은 구경이 크고 탄속이 느린 포는 서구권 전차의 Chobham 장갑의 등장으로 인해 자취를 감추게 되었다.
90mm 구경의 탄속이 느린 포로 무장한 개량형을 포함한 Ratel장갑차는 남아프리카 국경 전쟁 당시 앙골라와 쿠바의 기갑부대에 대한 남아프리카 공화국 군의 공격 작전에서 많이 사용되었다. 비록 Ratel은 많은 양의 앙골라 군 전차와 APC를 파괴하는데 성공했지만 BMP-1의 경우와 같은 문제들로 인해 운용에 있어 제한사항들이 많았다. 뿐만 아니라 Ratel의 개량형이 장착한 대구경 포는 남아프리카 공화국군의 지휘관들로 하여금 Ratel을 IFV가 아니라 경전차로 사용하도록 했다.
BMP-1은 기관포 뿐만 아니라 대전차 유도탄 발사 시스템을 장착함으로서 미래의 IFV를 위한 성공적인 선례를 만든 것으로 평가받는다. 하지만 BMP-1은 9M14 Malyutka 유도탄을 레일 발사대에서 발사했는데 유도탄 발사 후, 수동으로 재장전을 해야했다. 따라서, BMP-1의 승무원들은 유도탄을 재장전 하기 위해 적의 공격에 노출될 수 밖에 없었고, 그들은 포탑의 가동범위 안에서 유도탄을 빠르게 재장전 할 수 없었다.
BMP-2와 BMP-1의 후기 개량형은 반자동 유도탄 시스템을 사용했다. 1978년, 독일 연방방위군은 모든 Marder 장갑차에 MILAN 대전차 유도탄 발사대를 장착하는 개량을 했고, 이는 서방 군대 중 최초로 독일 연방방위군이이러한 추세를 따라간 군대가 되도록 했다.
미 육군은 TOW 대전차 유도탄 발사대를 M2 Bradely 장갑차에 장착하는 개량을 했지만 그 결과 보병들이 탑승할 수 있는 내부 공간이 줄어들게 되었다. 이것은 M2 Bradely의 역할과 관련이 있는데, 미 육군은 M2 Bradely가 단순히 적 보병과 IFV를 상대하는 것 뿐만 아니라 아군 전차를 지원하며 적 전차 또한 타격할 필요가 있다고 생각했기 때문에 이러한 개량은 정당화되었다.

### 기동성
IFV는 빠르게 기동하는 전차를 보조하고 지원하기 위해 전략적, 전술적 기동성을 갖추도록 설계되었다. 뿐만 아니라 BMD 시리즈와 같은 일부 장갑차들은 공수 및 수륙양용이 가능하도록 설계되었다. 무한궤도가 장착된 궤도형 IFV는 일반적으로 더 무겁고 더 큰 수송능력을 갖고있는데 비해 차륜형 IFV는 더 가볍워 기동력이 좋으며 생산, 유지 및 운영이 더 간편하며 경제적이다. 병참의 관점에서 볼 때, 차륜형 IFV는 궤도형 IFV보다 수송하기 편리하기 때문에 발달된 철도 네트워크나 수송기를 통한 수송이 어려운 국가들에게 이상적이다.

## 여러 나라들의 보병전투차

### 대한민국

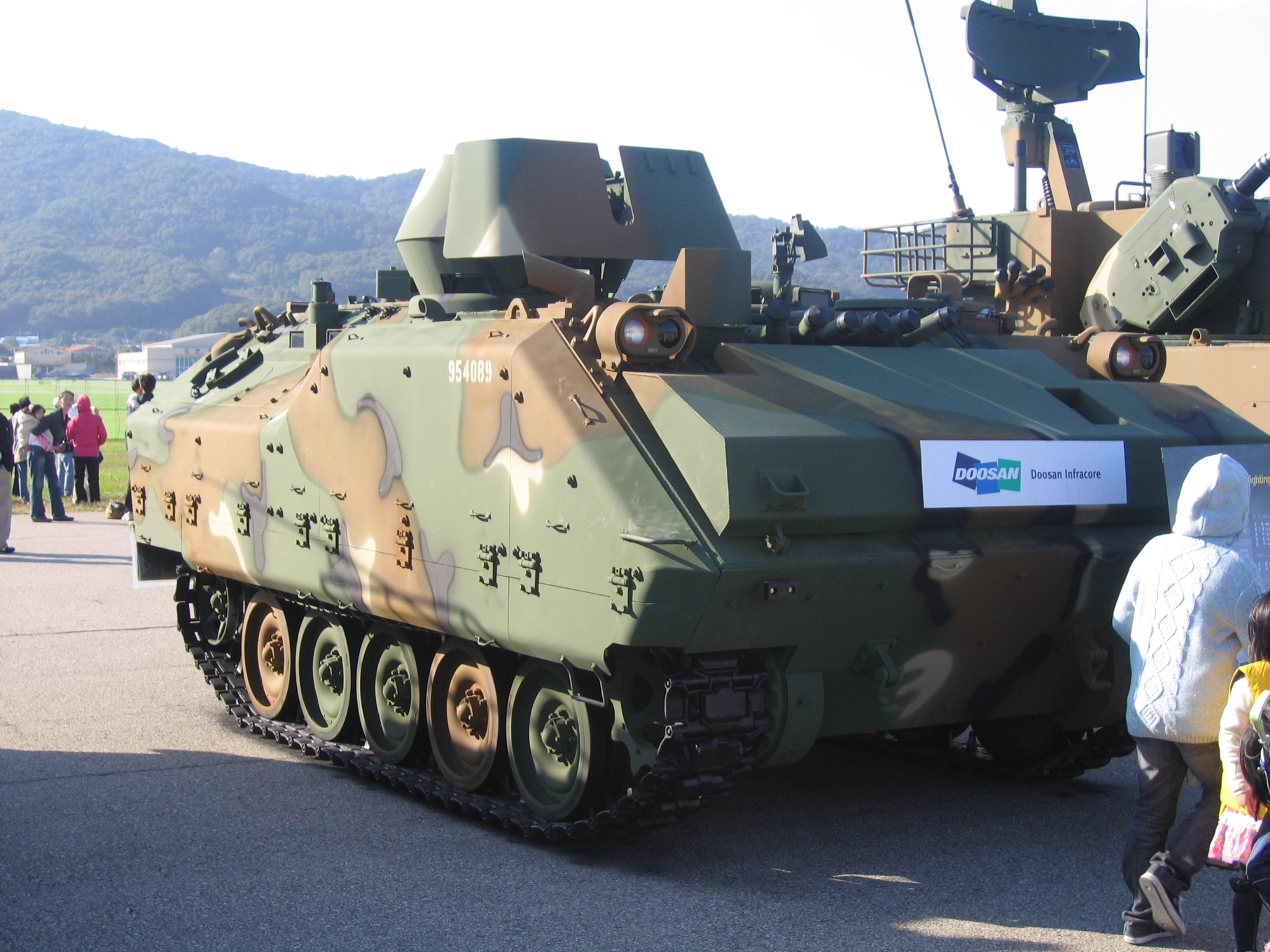
2007년 서울 에어쇼에 전시된 K200

대한민국 육군은 1984년 K200 자체개발을 성공하여 도입하기 시작했으며 승무원 2명, 보병분대 8명, 소대본부 1~2명이 탑승가능해 최대 12명의 병력이 탑승할 수 있다. 이후 일선 부대에서 기동력 부족을 지적함에 따라 동력계통을 개량하여 보다 고출력의 엔진인 D-2848T형 엔진과 새로운 변속기인 미국 DDA사의 X-200-5D를 장착하여 개량형인 K200A1 장갑차가 탄생하게 되었다. K200/K200A1의 특성은 장갑 방호, 야지 기동, 수상운행 가능, 전투지휘체계 탑재 라는 특징을 갖고 있다. K200/K200A1의 장갑은 적의 소총 및 기관총 사격, 대인지뢰 폭발과 포병 밒 박격포탄의 파편으로부터 내부 탑승보병과 승무원을 방호할 수 있다. 또한 전차에 비해 상대적으로 소형, 경량이어서 중량 대비 엔진 출력이 높고 무한궤도가 장착되어 기동력이 우수하다. 그리고 별도의 도하장비 없이 유속 5.4km/h 이하의 하천에서 수상도하가 가능하다는 특징이 있다. 뿐만 아니라 장갑차 자체방어와 하차보병에 대한 사격지원을 위해 12.7mm 및 7.62mm 기관총이 탑재되어 사거리 이내의 적 대전차 공격조 및 자동화기 사격수, 화기진지 등을 제압할 수 있다. 마지막으로 전투지휘체계 단말기가 장착되어 대대장부터 분대장까지 장갑차에 탑승한 지휘관과 지휘자가 실시간 전장정보를 공유할 수 있으며 적보다 빠르게 전투상황을 판단, 결심하고 대응할 수 있다.

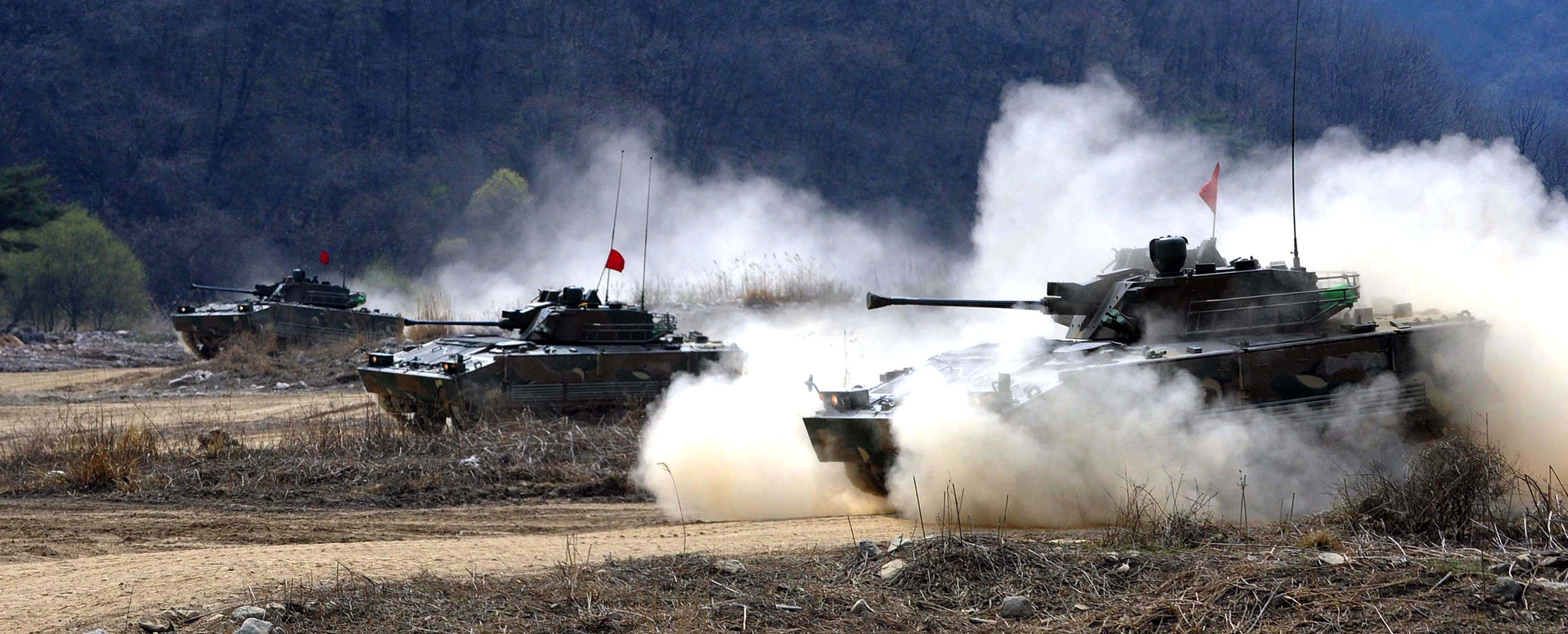
사격집중훈련 중인 육군 수도기계화보병사단 소속 K21

K21는 1999년부터 개발되기 시작하여 2009년에 배치되기 시작한 IFV이다. K200에 비해 화력, 기동력, 방호력을 향상시켜 장갑차에 병력이 탑승한 상태에서 탑승전투가 가능하다. 포탑에는 40mm 포와 7.62mm 공축기관총이 탑재되어있으며 전자식 탄도계산기, 안정화 장치, 장갑차장 밒 포수 열영상조준경을 장착하여 주/야간 전천후 전장감시와 표적탐지 및 기동 간 사격이 가능하다. 뿐만 아니라 표적 성질에 따라 탄종 선택이 가능하여 은엄폐한 보병 및 저고도에서 저속으로 비행하는 고정익 항공기와 회전익 항공기까지 제압이 가능하다. 그리고 포탑에 적 위협 탐지장치가 장착되어 적이 레이저를 사용하여 사거리 측정 및 조준을 시도하는 경우 이를 탐지하여 적 방향으로 차장조준경이나 포탑이 자동 지향되고 신속한 연막차장 및 대응사격이 가능하다. 또한 전파와 레이저를 통한 수하식 피아식별장치를 사용하여 아군의 오인사격을 방지한다. 기동력의 부분에서는750마력의 고출력 엔진과 자동변속기, 유기압 현수장치를 통해 신속하고 안정된 야지주행이 가능하다는 점과 차체에 장착된 보조부양장치를 사용하여 유속 5.4km/h 이하의 하천에서 수상도하가 가능하다는 특징을 가지고있다. 생존성 측면에서는 강화된 복합장갑을 통해 K200/K200A1보다 강화된 방호력을 가지고 있으며 화생방 양압장치와 자동소화장치가 있다. 마지막으로 전투지휘체계 단말기가 장착되어 대대장부터 분대장까지 장갑차에 탑승한 지휘관과 지휘자가 실시간 전장정보를 공유할 수 있으며 적보다 빠르게 전투상황을 판단, 결심하고 대응할 수 있다.

### 미국

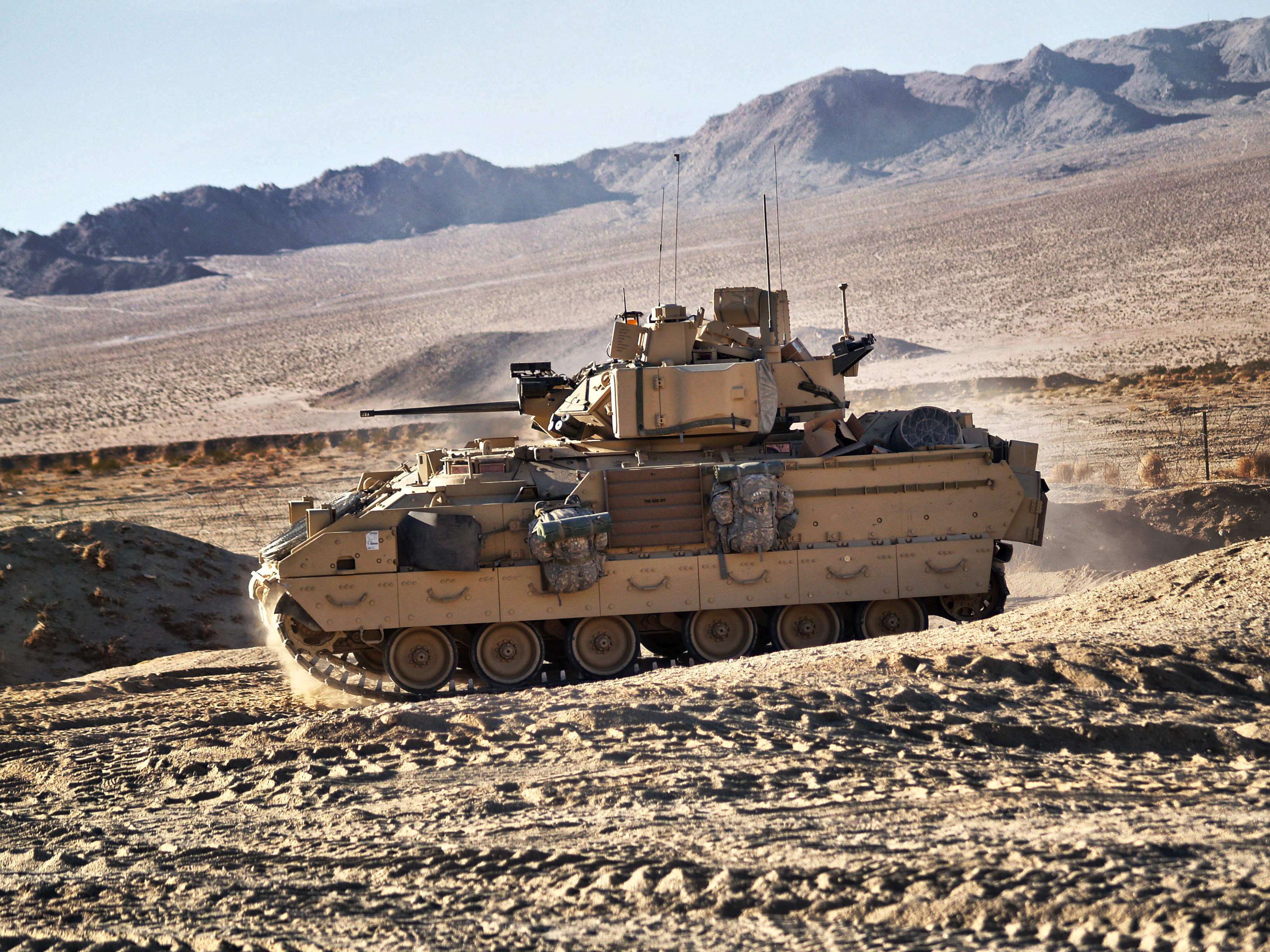
기동중인 M2A3 장갑차

미국은 1978년 개발된 M2 장갑차를 주력 IFV로서 도입하여 활용중에 있다. M2의 차체는 측면과 후면의 유격장갑을 지닌 알루미늄 용접구조이다. 개량을 거친 M2A2/M2A3는 전장에서의 생존성 강화를 위해 강으로 된 부가장갑에 반응장갑을 부착했으며 이때 방호력 수준은 14.5mm AP탄 수준이다. 추가적인 장갑방호력은 차량중량을 30톤으로 증가시켰으며 이에 따라 VTA-903엔진을 장착하여 600마력의 힘을 낼 수 있게 되었다.
1991년 미 육군은 M2A1에서 M2A2로 개량시키는 고생존성 키트를 FMC사와 계약하였으며 이때 고생존성 키트에는 포탑, 동체, 종감속기, 300A알터네이터로 총 7.3톤 정도이다. 이러한 개량이 이루어진 이유는 걸프전 당시 여러 가지 성능개량 부분이 제안되었기 때문이며 여기에는 레이저 거리측정기, GPS, 간단한 피아식별 능력, 조종수의 열상조준경, 유도탄 대응책 장치, 내부장비의 적재함 개선이 포함된다.
1994년부터 2007년까지 미 육군은 M2A3 개량 사업을 진행하였다. 이 개량사업은 다음의 6가지 주요 영역을 포함한다. 파괴력 향상면은 탄도사격통제 계산, 자동이중목표 추적, 자동목표 조준 능력으로 구성된다. 생존성면은 전장식별 체계, 상면 방호력, 환기시스템 및 장갑타일로 구성되며, 지휘 및 통제면은 항법 소프트웨어, 디지털통신, 장갑차용 독립 열상조준경 및 모니터로 되어있다. 정비유지면은 디지털 전자공학, 내장된 훈련 및 디지털 장비 및 디지털 군수기록장치로 구성되며, 기동력면에서 조종수 시계의 향상을 목표로 하고있다. 또한 미 육군의 통합 기동전 임무를 수행하기 위해서 M2A3의 데이터시스템은 AH-64D 아파치 공격용 헬기 및 M1A2 주력전차와 호환된다. 뿐만 아니라 차장과 운전자 그리고 분대장에게 제공되는 디지털 정보는 향상된 상황인식을 포함한 개선된 지휘 및 통제를 위해 사용될 수 있다.

### 러시아

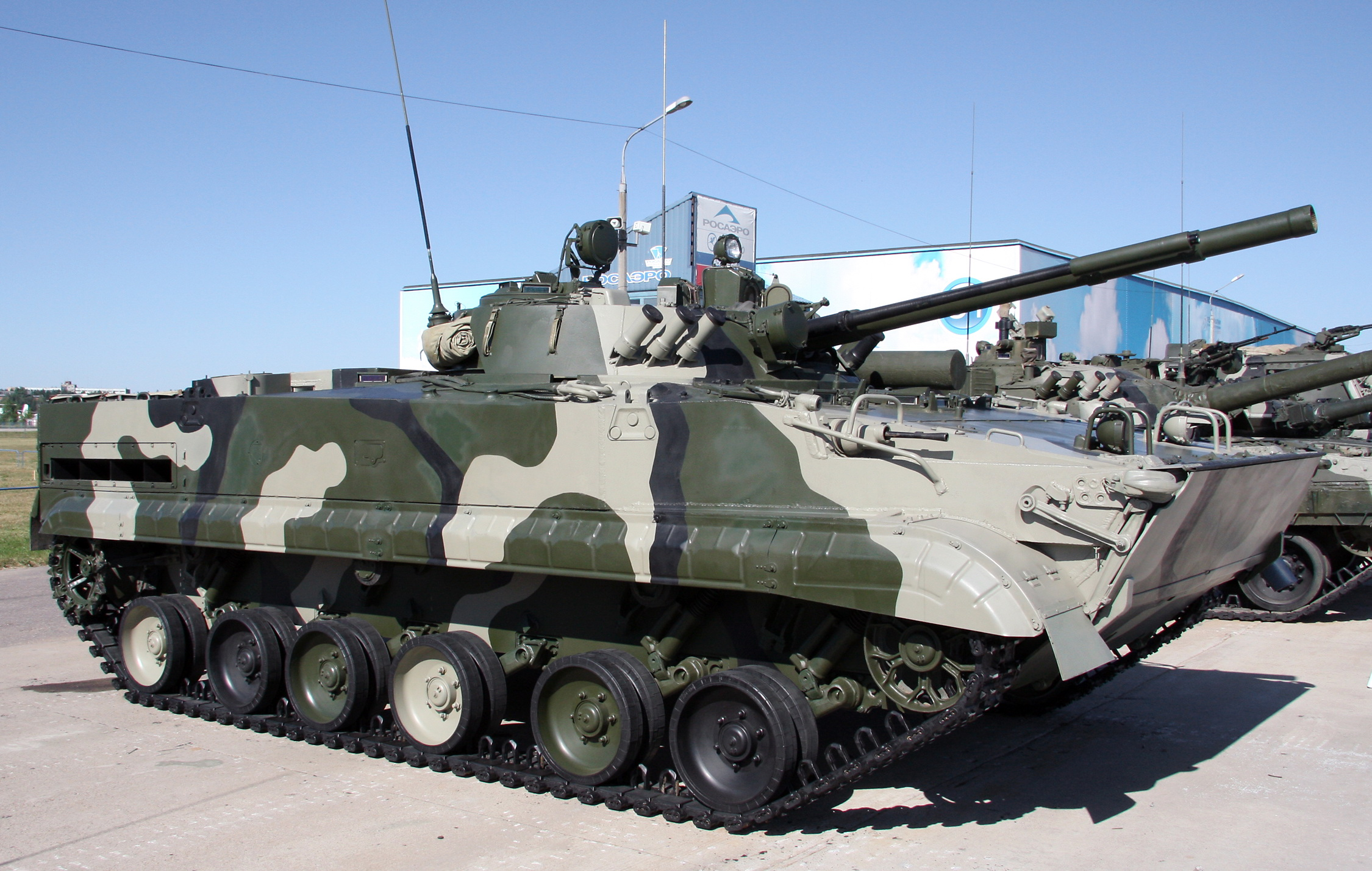
러시아군이 운용 중인 BMP-3

러시아 연방군은 1990년 중반에 모스크바에서 최초 공개되고 1996년에 도입된 BMP-3장갑차를 사용 중에 있다. 해당 장갑차는 알루미늄 용접 구조를 적용한 차체를 가지고 있어 승무원에게 소화기 사격 및 포탄 파편 방호를 제공한다. BMP-3은 무장으로는 2K23 100mm 포, 30mm 기관포, 7.62mm 동축기관총을 가지고 있다. 이때 100mm 포의 경우 고폭파편탄을 8~10발/분의 속도로 포를 발사할 수 있으며 레이저 유도탄 발사 또한 가능하다. 탑승보병은 총 7명이며 차체 좌우와 후부에 총안구가 장착되어있다. BMP-3의 동력장치는 차체 맨 뒷부분에 위치하고 있으며 오른쪽 엔진이 UTD-29M으로 500마력의 힘을 낼 수 있으며 수상운행시 동체 뒤에 낮게 장착된 2개의 수상추진키트로 추진되며 변속조향장치에서 동력을 인출하여 사용한다. 수상운행 전에는 배수펌프를 작동하여 뒤의 스노클을 세우고 차량 앞의 파도막이를 세운다.

### 일본
일본은 가와사키 중공업에서 제작한 89식 장갑차를 이용한다. 차체는 용접으로 제작되어 탑승자에게 소화기탄 및 포탄 파편으로부터의 방호를 제공한다. 엔잔은 차량 전방 좌측에 탑재되며 전방 우측에는 조종수가 탑승한다.  조종수석에는 3개의 주간 잠망경이 있으며 이들 중 중앙의 잠망경은 야간 잠망경으로 대체될 수 있다. 차체 상부에 위치한 포탑에는 장갑차장과 포수, 총 2인이 탑승할 수 있다. 이때 장갑차장은 오른쪽, 포수는 왼쪽에 탑승한다. 89식 장갑차의 주 무장은 Oerlikon-Contraves 35mm 기관포이며 200발/분의 발사속도를 가지고, 동축기관총으로는 7.62mm 구경의 74식 기관총이 장착되어있다. 기관포 뿐만 아니라 포탑 양쪽으로 가와사키 중공업의 Jyu-Mat 중거리 대전차 유도탄이 탑재되어있다. 장갑차에 탑승 혹은 하차하는 보병은 차체 뒤쪽의 2개의 문을 이용하며 총 5개의 총안구와 잠망경을 통해 장갑차에 탑승한 상태로 외부에 사격을 가할 수 있다. 89식 장갑차는 수상운행능력은 갖고있지 않으나 화생방 방호체계와 전 범위의 수동형 야시장비를 지니고 있다.

### 영국

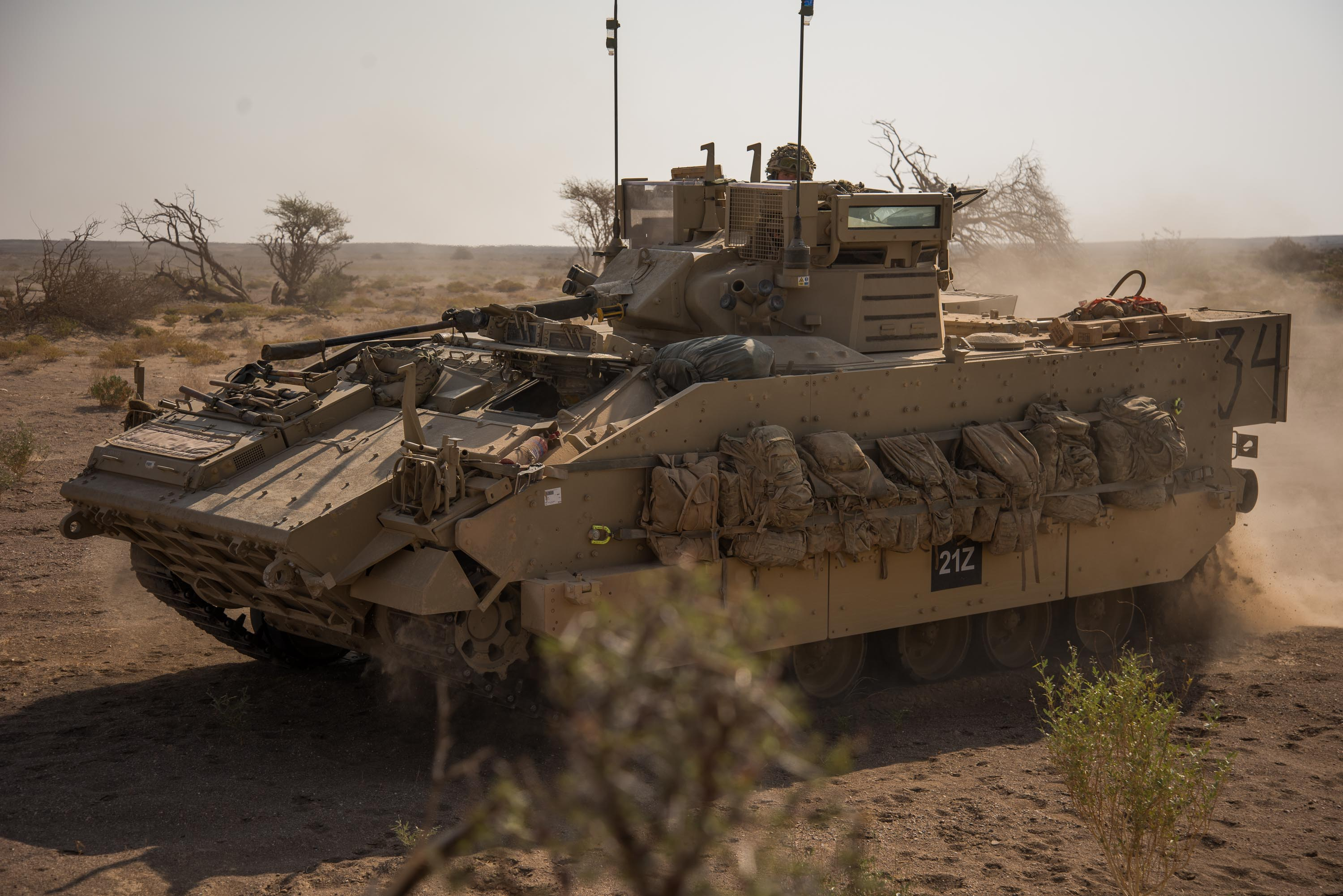
MCV-80 Warrior

1967년 영국 육군의 미래의 장갑차 요구조건에 따른 초기제안서를 바탕으로 개발된 MCV-80(Warrior) 장갑차가 1984년 11월 도입되었으며 총 789대가 생산되었다. 엔진은 550마력을 낼 수 있는 영국 Perkins사의 Condor CV8TCA 디젤엔진을 사용하며 정유압 자동제어식 조향장치와 동력식 제동장치가 내부에 장착된 Allison X-300-4B를 사용한다. MCV-80(Warrior)은 주무장으로 RARDEN 30mm 기관포를 사용하고 있으며 전장에서 48시간동안 연속 작전이 가능하도록 여러 장비들을 장착하고 있다. 승무원은 조종수, 장갑차장, 초수 총 3명이 탑승하며 보병은 최대 7명을 수송할 수 있다. 차랸 내부에는 총안구가 없지만 필요시 설치할 수 있다는 특징을 가지고있다.

### 독일

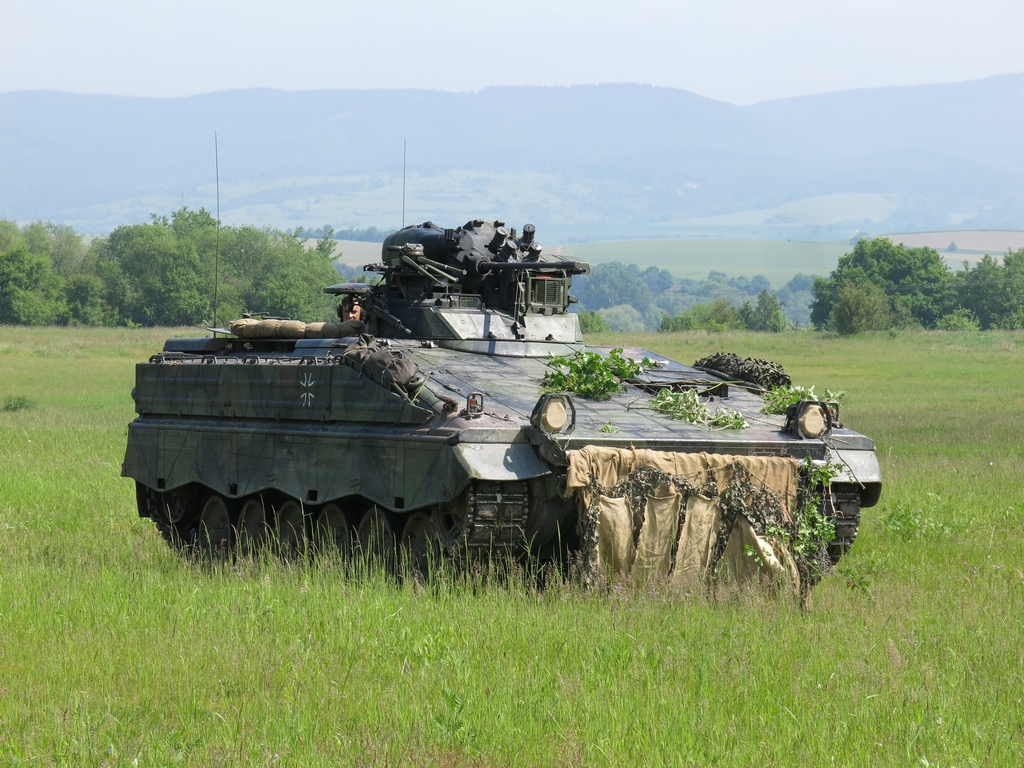
Marder1 A3

독일 연방방위군은 1982년부터 Marder 1의 성능개량에 착수하여 현재 Marder1 A3를 사용중에 있다. 이때의 성능개량은 부가장갑 장착, 전체적인 차량성능 향상, 인간공학 관점의 향상, 여러 가지 운영기능의 향상 및 사격통제장치의 열영상장치 장착을 포함한다. 주무장은 20mm 구경의 Rheinmetall MK20Rh202 기관포를 사용하고 있으며 부무장으로는 7.62mm 구경의 MG3 기관총을 사용한다. 뿐만 아니라 6개의 전기식 연막탄 발사기도 운용 중에 있다. 승무원은 총 3명이 탑승하는데 조종수, 포수, 장갑차장으로 이루어져 있고, 보병은 총 6명이 탑승 가능하다. 6명의 보병은 차체 뒷부분의 보병실에 탑승하며 2개의 총안구를 통해 외부에 사격을 할 수 있다. Marder1 A3은 도하능력 또한 가지고 있는데 1.5m 이하의 수심은 준비 없이 도하가 가능하며 키트 장착시 최대 2.5m의 수심까지 도하가 가능하다.

### 중국
1991년 Norinco 사가 발표한 Type 90 APC 계열 차량을 도입하여 운용 중이다. Type 90 계열차량은는 85식이라고도 불리는 Type 531H의 여러 부품들을 사용하나 내부 공간이 조금 더 넓으며 차체가 낮고, 기동관련 부체계, 특히 변속기에서 차이점을 가진다. 차체는 강 용접구조물이며 소화기탄 및 포탄파편에 대하여 방호한다.엔진은 350마력을 낼 수 있는 BF8L513C 공냉식 디젤엔진을 사용한다. 화염감지 및 소화장치가 있는 엔진실 좌측에 조종수가 탑승하며 단일해치커버와 전방관측용 잠망경 3개를 사용하여 주변 상황을 관측할 수 있으며 조종수 뒤에는 단일해치커버와 단일 잠망경을 가지는 장갑차장이 위치한다. 그리고 보병실은 차체 뒤어 있고 보병들은 우측에 위치한 문을 통해 승하차할 수 있다. Type 90 계열차량들은 수상도하가 가능하다는 특징이 있다. 10종류의 계열차량들 중 BMP-3과 매우 유사한 외형을 가진 IFV는 360마력의 엔진과 6개의 바퀴를 가진 차륜형 IFV이며 23, 25, 또는 30mm 구경의 기관포 장착이 가능한 2인승 포탑 설치가 가능하다.

### 스웨덴
스웨덴 군은 1984년 개발이 시작되어 1991년부터 도입된 CV9040을 사용 중에 있다. CV9040의 차체는 강으로 된 용접구조물이며, 전면은 최대 23mm 탄에 대한 방호를 제공한다. 엔진은 550마력을 낼 수 있는 Scania DS14디젤엔진을 사용하며 Allison X-300-5 토오크 컨버터 및 록업클러치가 있는 완전 자동 변속기를 사용한다. 차체 상부에 위치하는 2인승 포탑은 전기식으로 구동되며 위급상황 시에는 수동으로도 운용이 가능하다. 포탑에는 주무장으로 40mm 기관포, 부무장으로 7.62mm 기관총이 장착되며 6발의 연막탄 발사기와 2개의 71mm 조명탄 발사기가 장착되어있다. 포수용 조준경은 주간 및 야간조준경과 레이저 거리측정기, 사격통제 컴퓨터, 열영상 장치로 구성되는데 이는 기동간 사격시 이동표적에 대한 높은 명중률과 신속한 대응사격을 가능하게 한다. 승무원을 제외한 보병은 총 8명이 탑승이 가능하다.

## 같이 보기
- 장갑차

- 기계화 보병
- 보병
- 육군
- 전차
- 기갑부대

## 참고 문헌
- 洪海男. (1998). 21세기를 대비한 우리의 지상무기체계. 국방과 기술, (233), 28-39.
- 李相赫. (1999). 21세기 보병전투차량(IFV/ICV)의 발전 방향. 국방과 기술, (241), 76-85.
- 편집부. (1995). 세계 각국의 보병전투차량(ICV) 개발 및 운용현황. 국방과 기술, (201), 42-44.
- 《장갑차》. 육군교육사령부. 2017년 12월 8일. 3~6쪽.